# Residenza di Indore
La Residenza di Indore (in inglese: Indore Residency) era una residenza dell'India britannica. La Residenza di Indore includeva gran parte dello stato di Indore e, dopo il 1933, lo Stato di Rewa, che formalmente apparteneva all'Agenzia del Bagelkhand. Era parte dell'Agenzia dell'India Centrale.

## Residenti
Elenco dei residenti britannici della Residenza di Indore.
- 1840 - 1844 Sir Claude Martin Wade (n. 1794 - m. 1861)
- 1845 - 1859 Robert North Collie Hamilton (n. 1802 - m. 1887)
- 1859 - 1861 Sir Richmond Campbell Shakespear (n. 1812 - m. 1861)
- 1861 - 1869 Richard John Meade (n. 1821 - m. 1899)
- 1869 - 1881 Henry D. Daly
- 1881 - 1888 Henry Lepel-Griffin (n. 1838 - m. 1908)
- 1888 - 1890 P.F. Henvey
- 1890 - 1894 R.J. Crosthwaite
- 1894 - 1899 David W.K. Barr
- 1899 - 1902 Robert Henry Jennings
- 1902 - 1903 Francis Younghusband (n. 1863 - m. 1942)
- 1903 - 1907 Oswald Vivian Bosanquet (1ª volta) (n. 1866 - m. 1933)
- 1907 - 1909 James Levett Kaye (n. 1861 - m. 1917)
- 1909 - 1910 Charles Beckford Luard
- 1910 - 1916 Charles Lennox Russell
- 1916 - 1919 Oswald Vivian Bosanquet (2ª volta) (s.a.)
- 1919? - 1921 Francis Granville Beville
- 1921 - 1924 Denys Brooke Blakeway (n. 1870 - m. 1933)
- 1924 - 1929 Sir Reginald Glancy
- marzo 1927 - ottobre 1927 Edward Herbert Kealy (per conto di Glancy)
- 1929 - 1930 H.R.N. Pritchard
- 1930 - 1931 Frederick Bailey
- 1931 - 1932 G.M. Ogilvie
- 1933 - 21 marzo 1935 Rawdon James MacNabb (n. 1883 - m. 1935)
- 1935 - 1940 Kenneth Samuel Fitze (n. 1887 - m. 1960)
- 1940 - 1942 Gerald Thomas Fisher
- 1942 - 1946 Walter F. Campbell
- 1946 - 1947 Henry Mortimer Poulton (n. 1898 - m. 1973)